# 데이 쉘 낫 그로우 올드
데이 쉘 낫 그로우 올드(They Shall Not Grow Old)는 뉴질랜드, 영국에서 제작된 피터 잭슨 감독의 2018년 다큐멘터리, 전쟁 영화이다. 이 영화는 임페리얼 전쟁 박물관의 아카이브가 출처인 제1차 세계 대전의 오리지널 영상을 사용하여 제작되었으며, 대부분은 이전에 공개되지 않은 것이다.
잭슨 감독 최초의 다큐멘터리이다. 이 영화는 BFI 런던 영화제와 영국의 선별된 영화관에서 2018년 10월 16일 동시에 초연하였다.